# Glück im Unglück – Unglück im Glück
Glück im Unglück – Unglück im Glück ist eine der bekanntesten Parabeln aus dem Huainanzi (chinesisch 淮南子, dt. Meister von Huainan), 18. Kapitel (chinesisch 人間訓, Renjianxun, dt. In der Welt des Menschen) aus dem 2. Jahrhundert v. Chr., die die Sichtweise des Daoismus in Bezug auf Glück (das ist gut) und Unglück (das ist schlecht) erläutert.

## Übersetzung
Die deutsche Übersetzung orientiert sich an der Übersetzung von Claude Larre et al.: Les grands traités du Huainan zi. 1993, S. 208–209.
| Chinesische Schriftzeichen         | Deutsche Übersetzung                                                         |
| ---------------------------------- | ---------------------------------------------------------------------------- |
| 夫禍富之 (auch 夫禍福之) 轉而相生, | Glück und Unglück erzeugen sich gegenseitig                                  |
| 其變難見也.                        | und es ist schwierig ihren Wechsel vorauszusehen.                            |
|                                    |                                                                              |
| 近塞上之人有善術者,                | Ein rechtschaffener Mann lebte nahe der Grenze.                              |
| 馬無故亡而入胡.                    | Ohne Grund entlief ihm [eines Tages] sein Pferd auf das Gebiet der Barbaren. |
| 人皆吊之.(auch 人皆弔之.)          | Alle [Leute] bedauerten ihn.                                                 |
| 其父曰:                            | Sein Vater [aber] sprach [zu ihm]:                                           |
| „此何遽不為福乎?“                  | „Wer weiß, ob das nicht Glück bringt?“                                       |
| 居數月,                            | Mehrere Monate später                                                        |
| 其馬將胡駿馬而歸.                  | kam sein Pferd zurück mit einer Gruppe [guter, edler] Barbarenpferde.        |
| 人皆賀之.                          | Alle [Leute] beglückwünschten ihn.                                           |
| 其父曰:                            | Sein Vater [aber] sprach [zu ihm]:                                           |
| „此何遽不能為禍乎?“                | „Wer weiß, ob das nicht Unglück bringt?“                                     |
| 家富良馬,                          | Ein reiches Haus hat gute Pferde                                             |
| 其子好騎,                          | und der Sohn stieg mit Freuden auf [liebte das Reiten].                      |
| 墮而折其髀.                        | Dabei fiel er und brach sich ein Bein.                                       |
| 人皆吊之.                          | Alle [Leute] bedauerten ihn.                                                 |
| 其父曰:                            | Sein Vater [aber] sprach [zu ihm]:                                           |
| „此何遽不為福乎?“                  | „Wer weiß, ob das nicht Glück bringt?“                                       |
| 居一年,                            | Ein Jahr später                                                              |
| 胡人大入塞,                        | fielen die Barbaren über die Grenze ein.                                     |
| 丁壯者引弦而戰,                    | Die erwachsenen Männer bespannten ihre Bögen und zogen in den Kampf.         |
| 近塞之人，死者十九,                | Neun von zehn Grenzbewohnern wurden dabei getötet,                           |
| 此獨以跛之故,                      | mit Ausnahme des Sohnes wegen seines gebrochenen Beins.                      |
| 父子相保.                          | Vater und Sohn waren geschützt [überlebten beide].                           |
|                                    |                                                                              |
| 故福之為禍,                        | Daher: Unglück bewirkt Glück                                                 |
| 禍之為福,                          | und Glück bewirkt Unglück.                                                   |
| 化不可極,                          | Dieses passiert ohne Ende                                                    |
| 深不可測也.                        | und niemand kann es abschätzen.                                              |

## Aussage
Die Parabel erzählt, wie ein Bauer, der mit seinem Vater im Grenzland zu den Barbaren lebt, unverschuldet in verschiedene Situationen gerät. Diese zufälligen Ereignisse haben alle schwerwiegende Auswirkungen:
- Ihm entläuft sein Pferd – wodurch er einen bedeutenden Teil seines Besitzes und seiner Lebensgrundlage verliert.
- Sein Pferd findet den Weg zurück und bringt zusätzlich weitere, den Barbaren entlaufene Pferde mit – wodurch sich der Besitz des Bauern vergrößert.
- Der Bauer verletzt sich schwer beim Zureiten der neuen Pferde – wodurch seine Körper- und Arbeitskraft geschmälert wird.
- Als die Barbaren angreifen (wegen der verlorenen Pferde?) kann der verletzte Bauer nicht in den Kampf ziehen und bei der Verteidigung helfen – wodurch er und sein Vater dem Tod entgehen und überleben.

Diese Ereignisse werden von den anderen Grenzbewohnern spontan beurteilt, der alte Vater des Bauern aber relativiert diese Beurteilungen der Situationen mit seinem Wissen um Dào (d. h. Der rechte Weg):

Alles ist ein Wechselspiel von Yin und Yang, von Licht und Schatten, von Glück und Unglück, ob in den kleinsten Kleinigkeiten oder in den großen Ereignissen des Lebens. Da es aber im Rahmen der menschlichen Wahrnehmung unmöglich ist, alle Konsequenzen eines Ereignisses oder eines Umstandes zu erkennen (und somit zu wissen, was nun wirklich Glück oder wirklich Unglück ist), ist die Reaktion des Alten auf diese Ereignisse ein stoischer Gleichmut und damit eine angemessene Reaktion. Er reagiert mit Wu wei (dt. „nicht Eingreifen“; „nicht Handeln“; dieser Begriff ist aber nicht mit Apathie zu verwechseln) und findet in dieser Erkenntnis seine Ruhe und dauerhaftes, wahres Glück: Er akzeptiert das Leben so, wie es ist.
Die Weisheit in der Parabel kommt nicht von einem Lehrer, einem Mönch oder einem König, und sie wird auch nicht langwierig diskutiert. Sie kommt von einem einfachen, alten Mann, der sie in sehr kurzen Sätzen – Wiederholungen, da es nichts hinzuzufügen gibt – von sich gibt. Damit wird angedeutet, dass das Wissen um Dào jedem zugänglich sei.
Durch die Ein- und Ausleitungssätze wird klargemacht, dass die Parabel nur einen kleinen Ausschnitt einer unendlichen Abfolge zeigt: Vor dem Verlust des Pferdes gab es andere Glücks-Unglücks-Situationen und nach der Abwehr der Barbaren werden weitere folgen.

## Chengyu, Parallelen und Abgrenzungen
Unter den chinesischen Sprichwörtern (Chengyu, chinesisch 成語 / 成语, Pinyin Chéngyǔ) findet man die Redewendung
塞翁失馬，焉知非福. / 塞翁失马，焉知非福.
Sài wēng shī mǎ, yān zhī fēi fú
War es denn nicht ein Glück, dass dem Alten an der Grenze sein Pferd davonlief?
Aussage: Ein heutiges Unglück muss nicht zwangsläufig auch in Zukunft ein Unglück bedeuten.
Ausgehend von der ursprünglichen Parabel sind verschiedene Versionen der Geschichte geschrieben worden, die in Büchern und im Internet unter Titeln wie Der taoistische Bauer, Der Bauer und sein Pferd, Der Vater, sein Sohn und das Pferd, Der alte Mann verliert ein Pferd usw. zu finden sind.
Während in der Originalversion der Sohn sein Pferd verliert und der Vater kommentiert, wird in neueren (westlichen) Versionen einer direkteren Sichtweise der Vorzug gegeben: Der Vater selber ist der Pferdebesitzer und kommentiert seine eigene Situation. Die meisten dieser Varianten sind länger und dramatisch ausgeschmückt, aber die Kürze und Prägnanz des Originaltextes haben den Vorteil einer einfacheren Erkenntnis.
Westliche Parallelen zu der Parabel finden sich in den Sprichwörtern
- Glück im Unglück haben.
- Jede dunkle Wolke hat einen silbernen Rand.
- Wer weiß schon, wozu das gut sein wird.[3]
- Im Englischen: A blessing in disguise.

Dabei ist aber festzustellen, dass bei diesen Sprichworten die Perspektive „in Richtung Glück“ deutet.
Neutraler ist die Feststellung von Hamlet im Gespräch mit Rosenkranz:
- …, for there is nothing either good or bad, but thinking makes it so.[4][5]

(dt. …, denn an sich ist nichts weder gut noch böse, das Denken macht es erst dazu.)

## Rezeption
- Mascha Kaléko verarbeitete dieses Sujet 1983 in dem Gedicht Chinesische Legende.[6]
- Fritz B. Simon verwendete das Thema 1990 in seinem Buch Meine Psychose, mein Fahrrad und ich - Zur Selbstorganisation der Verrücktheit.
- Richard Wiseman verwendete eine Variante der Geschichte 2003 in seinem Buch So machen Sie Ihr Glück, um den Unterschied der Verarbeitung von Unglück und Schicksalsschlägen bei „Glückspilzen“ und „Pechvögeln“ zu erläutern.
- Coral Chen hat 2011 ein Bilderbuch für Kinder, The Old Man Who Lost His Horse, sowohl in Englisch als auch in Chinesisch geschrieben und mit eigenen Illustrationen versehen.[7]